# Medaille voor Burgerlijke Verdienste (Oldenburg)
De Medaille voor Burgerlijke Verdienste (Duits: Zivil-Verdienstmedaille) werd in 1813 door de op zijn troon teruggekeerde Oldenburgse hertog en latere groothertog Peter Friedrich Ludwig ingesteld. Anders dan zijn collegæ en verwanten op de andere na de val van Napoleon herstelde of nieuwe tronen verkoos de Oldenburge Groothertog geen ridderorde in te stellen.
De even bescheiden als reactionaire vorst gebruikte zelfs de titel "Groothertog" die hem door het Congres van Wenen werd toegekend niet.
De ronde medaille was van massief goud of zilver en werd aan een lint op de linkerborst gedragen. Er zijn geen verguld zilveren medailles bekend.
Op de voorzijde staat een kroon in de vorm van een diadeem met een parelrand afgebeeld. Daaromheen staat de tekst "OLDENBURGS BÜRGER KRONE" en de wapenspreuk "EIN GOTT EINE WAHRHEIT EIN RECHT". Op de keerzijde staat binnen een omgekeerde krans van lauwertakken en eikenbladeren de tekst "DAS VATERLAND DEM SOHNE". In het decoreren van een "dochter van het vaderland" was niet voorzien.
De beide medailles werden in 1838 van hun plaats als voornaamste Oldenburgse onderscheiding verdrongen door het instellen van een ridderorde, de Huisorde en Orde van Verdienste van Hertog Peter Friedrich Ludwig, ter nagedachtenis aan de in 1836 gestorven Hertog Peter Friedrich Ludwig.
De medailles worden maar zelden op een veiling aangeboden en de zilveren medaille brengt daar ongeveer 750 euro op. De gouden medaille werd in geen jaren geveild, daarvan is geen prijs bekend.